# Петриков, Александр Васильевич
Александр Васильевич Петриков (род. 20 января 1957, с. Писаревка Унечского района Брянской области) — российский учёный в области экономики сельского хозяйства, академик РАСХН (2003), академик РАН (2013).

## Биография
Окончил Московский государственный университет им. М. В. Ломоносова (1979) и аспирантуру (1982). В 1983 году защитил кандидатскую диссертацию «Экономические проблемы развития социальной инфраструктуры села».
- 1983 зав. отделом экономики Республиканской н.-и. хмелеводческой станции Минсельхоза РСФСР.
- 1984—1990 учёный секретарь Совета по социальному развитию села (1984—1988), по приоритетным проблемам социально-экономического развития АПК (1988—1990) при президиуме ВАСХНИЛ.
- 1990—1996 ведущий научный сотрудник (1990—1993), заместитель директора по науке (1993—1995), исполняющий обязанности директора (1995—1996) Аграрного института РАСХН.
- 1996—2007 директор Всероссийского института аграрных проблем и информатики им. А. А. Никонова.
- 2007—2016 статс-секретарь — заместитель министра (2007—2015), заместитель министра (2015—2016) сельского хозяйства Российской Федерации.
- с 2016 г. — директор ФГБНУ «Всероссийский институт аграрных проблем и информатики им. А. А. Никонова».

Доктор экономических наук (1995, диссертация «Социально-экономическая специфика сельского хозяйства и аграрные преобразования в России»). Один из разработчиков проектов по совершенствованию региональной аграрной политики и региональных программ сельского развития.

## Основные работы
Автор (соавтор) более 200 научных публикаций. Книги:
- Специфика сельского хозяйства и современная аграрная реформа в России. — М.: Энцикл. рос. деревень, 1995. — 146 с.
- Сельскохозяйственная кооперация: теория, мировой опыт, проблемы возрождения в России / соавт.: И. Н. Буздалов и др.; РАСХН. Аграр. ин-т. — М.: Наука, 1997. — 254 с.
- Аграрная реформа в России: концепции, опыт, перспективы / соавт.: И. Н. Буздалов и др. — М.: Энцикл. рос. деревень, 2000. — 431 с. — (Науч. тр. / Всерос. ин-т аграр. пробл. и информатики; Вып. 4).
- Анализ эффективности информационно-консультационной службы / соавт.: С. Б. Огнивцев и др. — М.: Энцикл. рос. деревень, 2002. — 127 с. — (Науч. тр. / Всерос. ин-т аграр. пробл. и информатики; Вып. 7).
- Механизмы устойчивого сельского развития: метод пособие. Ч. 1. Обеспечение занятости и повышение доходов сельского населения / соавт.: В. Я. Узун и др.; МСХ РФ. Асоц. «АГРО». — М., 2003. — 329 с.
- Рекомендации по улучшению финансового состояния и повышению производственного и инвестиционного потенциала К(Ф)Х / соавт. В. Н. Могилевцев. — М.: Росинформагротех, 2004. — 147 с.
- Рейтинги сельскохозяйственных организаций России за 2002—2004 гг. / соавт.: В. Я. Узун и др.; Всерос. ин-т аграр. пробл. и информатики им. А. А. Никонова. — М., 2005. — 138 с.
- Всероссийская сельскохозяйственная перепись 2006 г. и использование её результатов в агроэкономических исследованиях: науч. докл. / соавт. А. П. Зинченко; ГНУ Всерос. ин-т аграр. пробл. и информатики им. А. А. Никонова и др. — М., 2006. — 40 с.
- Академик А. А. Никонов: творческое наследие и воспоминания коллег / соавт. Т. И. Леонова; Всерос. ин-т аграр. пробл. и информатики им. А. А. Никонова. — М., 2008. — 779 с.
- Рейтинги крупных и средних сельскохозяйственных организаций в России за 2004—2006 гг. / соавт.: В. Я. Узун и др.; Всерос. ин-т аграр. пробл. и информатики им. А. А. Никонова. — М., 2008. — 183 с.
- Правовой механизм государственного регулирования и поддержки агропромышленного комплекса / соавт.: С. А. Боголюбов и др.; Ин-т законодательства и сравнит. правоведения при Правительстве Рос. Федерации. — М.: Норма, 2009. — 495 с.
- На пути к инновационному развитию АПК: программы, опыт, научное обеспечение (на примере областей Центрального федерального округа Российской Федерации) / соавт.: И. Ф. Хицков и др.; НИИ экономики и орг. агропром. комплекса Центр.-Чернозем. р-на Рос. Федерации. — Воронеж, 2010. — 774 с.
- Инновационные основы системного развития сельского хозяйства: стратегии, технологии, механизмы (Центральный федеральный округ России) / соавт.: И. Ф. Хицков и др.; НИИ экономики и орг. агропром. комплекса Центр.-Чернозем. р-на Рос. Федерации. — Воронеж, 2013. — 798 с.